# Triple jeu sans aide

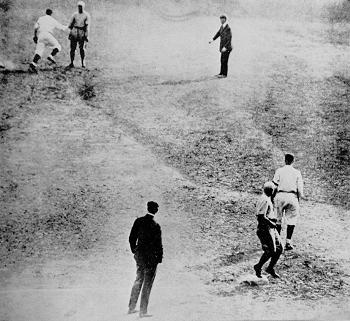
Bill Wambsganss (en haut à gauche, en blanc) effectue un triple jeu sans assistance lors du 5e match de la Série mondiale de 1920. Il s'agit du deuxième triple jeu sans assistance de l'histoire des ligues majeures de baseball.

En baseball, un triple jeu sans aide, ou triple jeu sans assistance, est un type d'exploit très rare réalisé lorsqu'un seul et même défenseur accomplit un triple jeu, soit l'élimination sans assistance, durant la même action, de trois joueurs de l'équipe adverse. Cette action ne peut être réalisée que si certaines conditions sont réunies : la demi-manche ne doit compter aucun retrait et il doit y avoir au moins deux joueurs sur les buts.
Dans l'histoire des ligues majeures de baseball nord-américaines, seulement quinze joueurs ont réussi cette action, ce qui fait que le triple jeu sans assistance est plus rare qu'un match parfait. Le premier triple jeu sans aide des ligues majeures de baseball modernes est le fait de Neal Ball (en), pour les Naps de Cleveland, le 19 juin 1909. Sur les quinze joueurs crédité d'un triple jeu sans assistance, huit sont arrêt-court, cinq sont joueur de deuxième but et deux sont joueur de premier but.